# Enigma-Gleichung

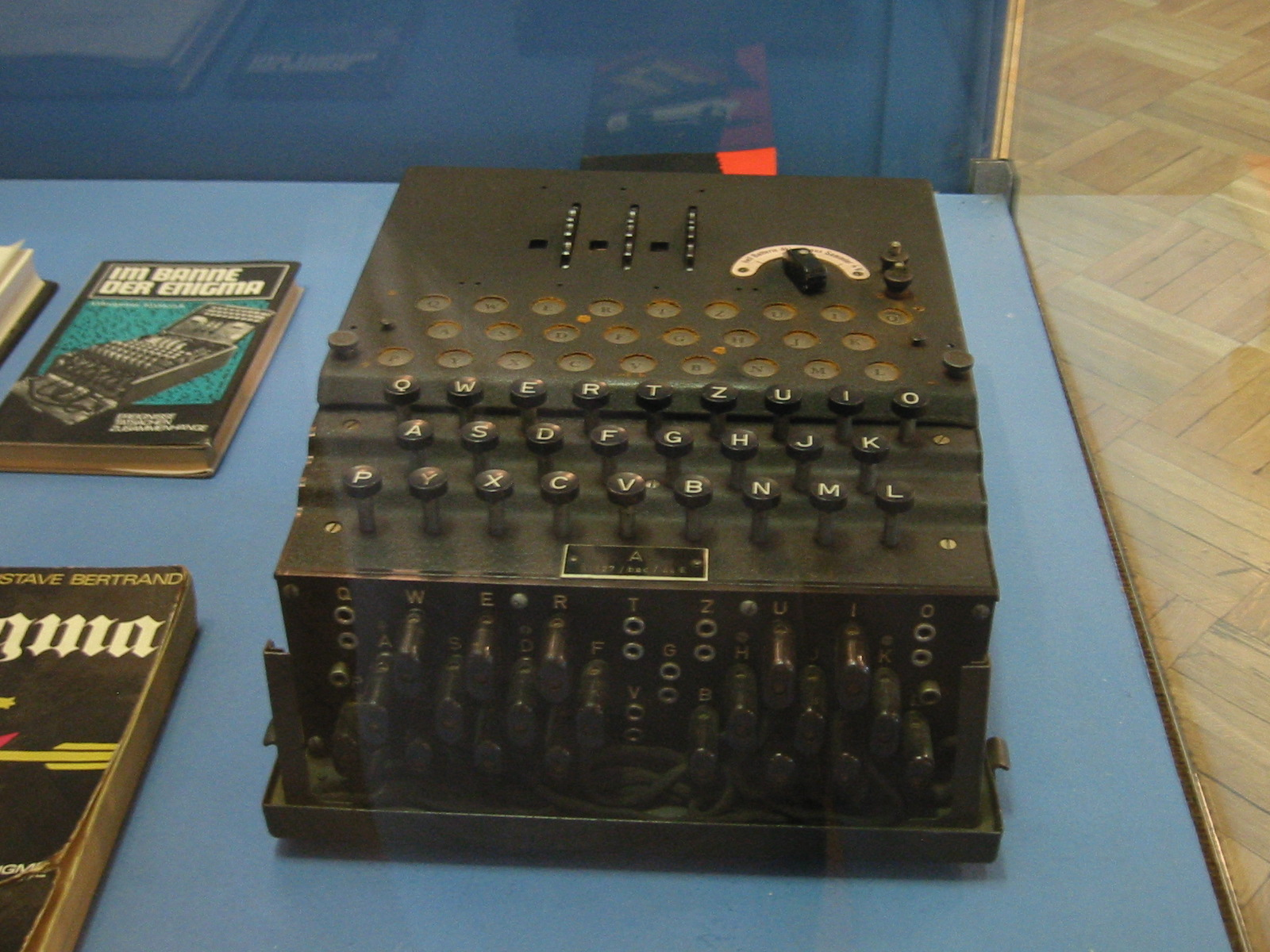
Enigma-Maschine im Technischen Museum in Warschau

Die Enigma-Gleichung beschreibt die bei der Verschlüsselung mithilfe der Rotor-Schlüsselmaschine Enigma auftretende Permutation (Buchstabenvertauschung). Sie wurde vom polnischen Codeknacker Marian Rejewski bei seiner Arbeit im Biuro Szyfrów (deutsch: „Chiffrenbüro“) in Warschau aufgestellt und bildete die Grundlage für die Ermittlung der Walzenverdrahtung der deutschen Maschine. Damit schuf Rejewski die entscheidenden Voraussetzungen zur Entzifferung der Enigma im Zweiten Weltkrieg.

## Bedeutung

Prinzipieller Aufbau der Enigma aus Batterie (1), Tastatur (2), Steckerbrett (3, 7) mit Steckkabel (8), Walzensatz (4, 5) mit Umkehrwalze (6) und Lampenfeld (9)

Die Gleichung lautet wie folgt (wobei {\displaystyle \circ } für die Komposition zweier Abbildungen steht):
{\displaystyle c_{i}=R_{z}(p_{i})=(T\circ S_{z}\circ U\circ S_{z}^{-1}\circ T^{-1})(p_{i})}.
Sie beschreibt den Zusammenhang zwischen
- einem Klartextbuchstaben {\displaystyle p_{i}} (p für plaintext; deutsch: „Klartext“) und

- dem dazugehörigen Geheimtextbuchstaben {\displaystyle c_{i}} (c für ciphertext; deutsch: „Geheimtext“)

sowie den die Permutation und damit die Verschlüsselung bewirkenden kryptographischen Elementen der Maschine, nämlich
- dem „Steckerbrett“, das eine involutorische Substitution T verursacht,

- dem Walzensatz, der aus (zumeist drei) rotierenden Walzen besteht, die eine polyalphabetische Substitution {\displaystyle S_{z}} hervorrufen, sowie

- der feststehenden Umkehrwalze (UKW), die eine weitere involutorische Permutation U erzeugt.

Da der die Maschine durchfließende elektrische Strom nach Passieren der UKW den Walzensatz erneut durchläuft, nun in umgekehrter Richtung, und abschließend noch einmal durch das Steckerbrett fließt, treten die beiden Terme {\displaystyle S_{z}^{-1}} und {\displaystyle T^{-1}} am Ende der Enigma-Gleichung in invertierter Form erneut auf.
Aufgrund der Involutorik (Verschlüsseln = Entschlüsseln) gilt die Enigma-Gleichung wie für den Verschlüsselungsvorgang ebenso für die Entschlüsselung.

## Geschichte

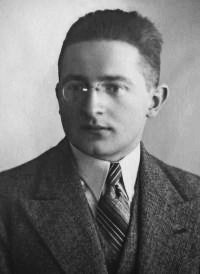
Der polnische Codeknacker Marian Rejewski (1932)

Die Gleichung wurde vom damals 27-jährigen polnischen Kryptoanalytiker Marian Rejewski bei seiner Arbeit in der polnischen Dechiffrierstelle, dem Biuro Szyfrów im Jahre 1932 aufgestellt und stellte die Grundlage dar für die Ermittlung der von den deutschen Militärs (damals) streng geheim gehaltenen Walzenverdrahtung der drei Walzen I bis III sowie der Umkehrwalze A der Enigma. Damit legte Rejewski die entscheidenden Voraussetzungen für die Entzifferung des geheimen militärischen Nachrichtenverkehrs der deutschen Wehrmacht im Zweiten Weltkrieg.
Der amerikanische Historiker David Kahn würdigte dies als kryptanalytische Meisterleistung, die Rejewski „in das Pantheon der größten Kryptoanalytiker aller Zeiten erhebt“ (im Original: „elevates him to the pantheon of the greatest cryptanalysts of all time“). Der englische Codeknacker Irving J. Good bezeichnete Rejewskis Gleichung als „The theorem that won World War II“ (deutsch: „Das Theorem, das den Zweiten Weltkrieg gewann“).